# Lao Che
Lao Che ist eine polnische Musikgruppe. Sie wurde 1999 von ehemaligen Mitgliedern der Band Koli in Płock gegründet. Ein Gangster aus dem Film Indiana Jones und der Tempel des Todes stand für ihren Namen Pate.

## Bandgeschichte
Nach der Veröffentlichung des Albums Powstanie Warszawskie im Jahre 2005 vergrößerte sich die Beliebtheit der Band rasant. Das Album und die Band erhielten viele Auszeichnungen. 2012 überreichte der damalige Staatspräsident Bronisław Komorowski Lao Che das silberne Verdienstkreuz.
Das Album Soundtrack wurde von der Band am 19. Oktober 2012 aufgenommen und veröffentlicht. Das Album Dzieciom (polnisch: Den Kindern) wurde am 6. März 2015 aufgenommen und nach seiner Veröffentlichung 15.000 mal verkauft, womit es am 17. Oktober 2015 eine Goldene Schallplatte gewann.

## Stil
Ihr Musikstil setzt sich aus mehreren Richtungen zusammen. Elemente aus Alternative Rock, Crossover, Punk und Ska finden sich ebenso in ihren Stücken wieder, wie Ambient und Folklore.
Gerade am Anfang ihrer Karriere arbeiteten Lao Che oft im Rahmen von Konzeptalben. So befasst sich ihr Debüt Gusła (2002) mit polnischer Volkskultur des Mittelalters, mit heidnischen Bräuchen und Hexenjagd. Powstanie Warszawskie (2005) war dem Warschauer Aufstand von 1944 gewidmet, während Gospel (2008) sich ironisch-humoristisch mit dem Christentum und der Bibel auseinandersetzt.

## Diskografie

### Alben
| Jahr | Titel                           | Höchstplatzierung, Gesamtwochen, AuszeichnungChartsChartplatzierungen (Jahr, Titel, Platzierungen, Wochen, Auszeichnungen, Anmerkungen) | Anmerkungen        |
| Jahr | Titel                           | PL | Anmerkungen        |
| ---- | ------------------------------- | --- | ------------------ |
| 2002 | Gusła                           | — |                    |
| 2005 | Powstanie Warszawskie           | PL13 Gold · (16 Wo.)PL | Verkäufe: + 15.000 |
| 2008 | Gospel                          | PL3 Platin · (38 Wo.)PL | Verkäufe: + 30.000 |
| 2010 | Prąd stały/Prąd zmienny         | PL5 (18 Wo.)PL |                    |
| 2012 | Soundtrack                      | PL— GoldPL | Verkäufe: + 15.000 |
| 2013 | Koncerty w Trójce Vol. 10       | PL33 (3 Wo.)PL |                    |
| 2015 | Dzieciom                        | PL3 Platin · (37 Wo.)PL | Verkäufe: + 30.000 |
| 2018 | Wiedza o Społeczenstwie         | PL3 Platin · (37 Wo.)PL | Verkäufe: + 30.000 |
| 2019 | Festiwal Pol’and’rock Live 2018 | PL13 (1 Wo.)PL |                    |

### Videoalben
- Lao Che Woodstock DVD (2005/2006)
- Powstanie Warszawskie DVD (2006)